# Aviso Final da China

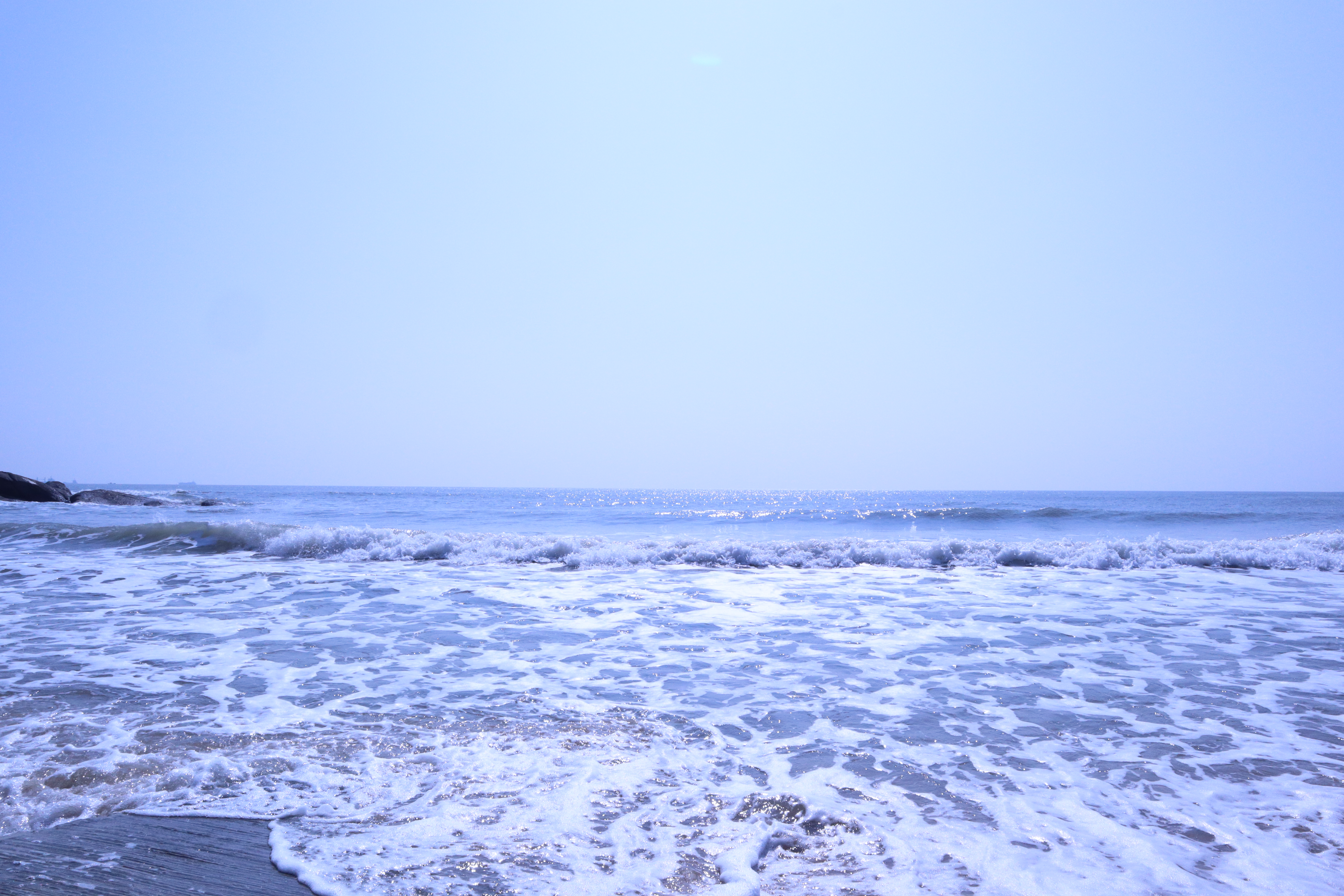
Vista de Kinmen no Estreito de Taiwan, o local de onde surgiu o provérbio

"Aviso Final da China" (em russo: последнее китайское предупреждение) é um provérbio russo que se originou na extinta União Soviética para se referir a um alerta que não tem qualquer consequência real.
As relações entre a República Popular da China e os Estados Unidos da América durante as décadas de 1950 e 1960 foram tensas devido às questões do Estreito de Taiwan. Caças militares americanos patrulhavam regularmente o Estreito de Taiwan, o que levou a recorrentes protestos formais apresentados pelo Partido Comunista Chinês na forma de um "aviso final" por suas manobras com Caças no estreito. No entanto, nenhuma consequência real foi dada por ignorar os "avisos finais".
A República Popular da China anunciou seu primeiro "aviso final" aos Estados Unidos para seus voos de reconhecimento em 7 de setembro de 1958, durante a Segunda Crise do Estreito de Taiwan. Na época, os Estados Unidos consideravam a República da China o único representante legítimo da China e realizavam voos de reconhecimento em águas controladas pela República Popular da China. A China então após registrar tais incidentes passou a emitir "avisos finais" por meio de canais diplomáticos para cada incidente ocorrido. Mais de 900 "avisos finais" chineses foram emitidos até o final de 1964.